# Gesetz über die Nachrichten- und Sicherheitsdienste 2017
Das Gesetz über die Nachrichten- und Sicherheitsdienste 2017 (niederländisch Wet op de inlichtingen- en veiligheidsdiensten 2017 (Wiv 2017)), auch abwertend als Sleepwet oder Sleepnetwet (deutsch „Schleppnetzgesetz“) bezeichnet, ist ein Gesetz des niederländischen Parlaments, das den Rechtsrahmen für die beiden niederländischen Nachrichtendienste, den Allgemeinen Nachrichten- und Sicherheitsdienst (AIVD) und Militärischen Nachrichten- und Sicherheitsdienst (MIVD), darstellt sowie die Kontrolle durch den Kontrollausschuss für die Nachrichten- und Sicherheitsdienste (CTIVD) regelt. Es ersetzte das gleichnamige Gesetz aus dem Jahr 2002 (Wiv 2002).
Zunächst sollte das vollständige Gesetz am 1. Januar 2018 in Kraft treten. Da jedoch die Suche nach Kandidaten für den neu zu gründenden Prüfungsausschuss für den Einsatz von Befugnissen (TIB) länger dauerte, wurde das Datum des Inkrafttretens auf den 1. Mai 2018 verschoben. Die Teile, die für die Einstellung von Ausschussmitgliedern und Verwaltungspersonal, das eine Sicherheitsüberprüfung benötigt, erforderlich waren, gelten schon seit September 2017.
Vor dem Inkrafttreten fand am 21. März 2018 ein ratgebendes, nicht bindendes Referendum über das Gesetz statt. Eine Mehrheit der Abstimmenden (49,44 %) stimmten gegen das Gesetz. Mit einer Wahlbeteiligung von 51,54 % war die Volksabstimmung gültig. Infolgedessen beschloss die Regierung am 6. April, kleinere Änderungen am Gesetz vorzunehmen.

## Entstehungsgeschichte
Im Jahr 2011 sprach der Kontrollausschuss für die Nachrichten- und Sicherheitsdienste (CTIVD) der niederländischen Regierung eine Empfehlung aus, in der er unter anderem dazu riet, zu untersuchen, ob die Dienste eine breitere Befugnis zum Abfangen von Telekommunikation über Kabel erhalten sollten. Das entsprechende Gesetz aus dem Jahr 2002 sei „etwas veraltet“. Daraufhin verlangte die Zweite Kammer der Generalstaaten, das Unterhaus des Parlaments, eine Evaluierung. Mit diesem Auftrag wurde im Februar 2013 die unabhängige Dessens-Kommission gegründet, die am 2. Dezember desselben Jahres ihren Bericht vorlegte. Die Kommission empfahl, künftig auch das ungezielte Abhören und Aufzeichnen leitungsgebundener Telekommunikation zu erlauben. Aufgrund des wachsenden Misstrauens gegenüber den Geheimdiensten müsse einer solchen Ausweitung der Befugnisse ein höheres Maß an „Leitung, Kontrolle und Transparenz“ gegenübergestellt werden.

### Gesetzgebungsverfahren
Die niederländische Regierung veröffentlichte am 2. Juli 2015 einen Vorschlagsentwurf zum neuen Nachrichtendienstgesetz. In den darauffolgenden zwei Monaten gab es für jeden die Möglichkeit, über eine Internetkonsultation eine Stellungnahme zum Gesetzentwurf abzugeben. Dies führte zu mehr als 1.100 meist kritischen Reaktionen, unter anderem von den Telekommunikationsunternehmen KPN und Tele2, den Arbeitgeberverbänden MKB-Nederland und VNO-NCW sowie vom niederländischen Gremium für Menschenrechte, einem auf gesetzlicher Grundlage geschaffenen, unabhängigen Aufsichtsorgan. Sie äußerten Bedenken zur Verletzung der Privatsphäre der Bürger und zur potenziellen Schwächung der Wettbewerbsposition der niederländischen Wirtschaft, insbesondere des Telekommunikationssektors. Als Antwort auf diese Kritik änderte die Regierung den Vorschlagsentwurf im April 2016, nach dem ein zusätzlicher Prüfungsausschuss eingerichtet werden soll und die Kosten für die Telekommunikationsüberwachung nicht mehr an die Anbieter weitergeleitet werden sollen.
Im Jahr 2016 wurde von der Regierung ein unabhängiges Privacy Impact Assessment (PIA), d. h. eine Analyse zu den Auswirkungen des Gesetzentwurfs auf die Privatsphäre von Bürgern, in Auftrag gegeben, die von Wissenschaftlern der Niederländischen Organisation für Angewandte Naturwissenschaftliche Forschung (TNO) und des Tilburg Institute for Law, Technology and Society (TILT) durchgeführt wurde. Die Forscher urteilten kritisch über den Gesetzentwurf und kamen zu dem Schluss, dass die Risiken für die Privatsphäre nicht ausreichend erkannt wurden und dass die vorgeschlagenen Schutzmaßnahmen oft nicht ausreichten, um diese Risiken zu decken.
Der Entwurf ging zur Begutachtung an den Staatsrat, der der Regierung am 21. September 2016 ein ziemlich kritisches Gutachten übermittelte. In diesem Gutachten urteilte der Rat, dass der Gesetzentwurf zwar den Anforderungen der Europäischen Menschenrechtskonvention (EMRK) entspricht, äußerte jedoch ernsthafte Zweifel an der Wirksamkeit des vorgeschlagenen Kontrollsystems. So könnte der neu zu gründende Prüfungsausschuss für den Einsatz von Befugnissen (TIB) unbeabsichtigt eine „Alibifunktion“ erfüllen, indem er übervorsichtig arbeitet und standardmäßig eine Genehmigung erteilt. Der Staatsrat äußerte ebenfalls ernsthafte Zweifel an der Aufbewahrungsfrist für Daten, die die Dienste durch umfassende Telekommunikationsüberwachung sammelt. Das Urteil des Rates führte erneut zu geringfügigen Anpassungen am Gesetzentwurf, der Ende Oktober 2016 in die Zweite Kammer eingebracht wurde. Der ständige Ausschuss für Inneres hielt drei Anhörungen mit Interessenträgern und Sachverständigen ab, und während der Plenardebatte am 7. Februar 2017 wurden mehr als 30 Änderungsanträge eingereicht, die größtenteils von der Regierung und von einer Parlamentsmehrheit abgelehnt wurden. Schließlich wurde der Entwurf am 14. Februar 2017 von der Zweiten Kammer und am 11. Juli 2017 von der Ersten Kammer, dem Senat, angenommen. Die Ergebnisse beider Abstimmungen sehen wie folgt aus:
| Abstimmungsergebnisse zum Wiv 2017 im Parlament | Abstimmungsergebnisse zum Wiv 2017 im Parlament | Abstimmungsergebnisse zum Wiv 2017 im Parlament |
| Fraktion                                        | Zweite Kammer (Anzahl Sitze)                    | Erste Kammer (Anzahl Sitze)                     |
| ----------------------------------------------- | ----------------------------------------------- | ----------------------------------------------- |
| VVD                                             | Für (40)                                        | Für (13)                                        |
| PvdA                                            | Für (35)                                        | Für (8)                                         |
| SP                                              | Gegen (15)                                      | Gegen (9)                                       |
| CDA                                             | Für (13)                                        | Für (12)                                        |
| PVV                                             | Für (12)                                        | Für (9)                                         |
| D66                                             | Gegen (12)                                      | Gegen (10)                                      |
| CU                                              | Für (5)                                         | Für (3)                                         |
| GL                                              | Gegen (4)                                       | Gegen (4)                                       |
| SGP                                             | Für (3)                                         | Für (2)                                         |
| PvdD                                            | Gegen (2)                                       | Gegen (2)                                       |
| 50PLUS                                          | Für (1)                                         | Für (2)                                         |
| Groep Bontes/Van Klaveren                       | Für (2)                                         | –                                               |
| Van Vliet                                       | Für (1)                                         | –                                               |
| Klein                                           | Gegen (2)                                       | –                                               |
| Houwers                                         | Für (1)                                         | –                                               |
| Monasch                                         | Für (1)                                         | –                                               |
| OSF                                             | –                                               | Für (1)                                         |
| Für:                                            | 115 (77 %)                                      | 50 (67 %)                                       |

Am 26. Juli 2017 erfolgte die königliche Ausfertigung und das Gesetz wurde am 17. August 2017 im Staatsblad, dem öffentlichen Verkündungsblatt des Königreichs der Niederlande, veröffentlicht.

## Änderungen zum alten Gesetz

### Erweiterung der Befugnisse
Zum Zeitpunkt des Inkrafttretens des alten Gesetzes über die Nachrichten- und Sicherheitsdienste im Jahr 2002 verlief die internationale Telekommunikation zum größten Teil über Funk- und Satellitenverkehr. Heutzutage wird weltweit mit Mobiltelefonen, Laptops und anderen Mobilgeräten über Glasfaser- oder Kupferkabel kommuniziert. Nach dem alten Gesetz dürfen der AIVD und der MIVD nur diese leitungsgebundene Kommunikation abfangen, wenn sie sich an eine bestimmte Person oder Organisation richtet. Im Rahmen des neuen Gesetzes dürfen die Dienste auch breiter leitungsgebundene Kommunikation abfangen („ungezieltes Abfangen“). Diese Art von Überwachung darf nur nach einem vorher formulierten und genehmigten Forschungsauftrag ausgeführt werden. Das Gesetz spricht daher von einer „forschungsorientierten Überwachung“. Der wichtigste Grund für diese Art von Erweiterung der Befugnisse ist, dass der AIVD und der MIVD bei den Analysen zu bestimmten Bedrohungen manchmal keine bestimmten Personen im Blick haben. Dafür brauche es eine Orientierungsforschung mit einer größeren Menge an Kommunikationsdaten.

### Verschärfung der Kontrolle
Um das Recht auf Privatsphäre der Bürger zu gewährleisten, wird die Kontrolle der Nachrichtendienste verschärft: Ein neu zu gründender unabhängiger Prüfungsausschuss für den Einsatz von Befugnissen (TIB) soll die Rechtmäßigkeit der vom Minister erteilten Zustimmung zur Ausübung bestimmter Sonderbefugnisse vor der tatsächlichen Ausübung prüfen. Nach dem alten Gesetz genügt die Erlaubnis des Ministers zur Ausübung einer Sonderbefugnis.
Darüber hinaus können im Rahmen der Wiv 2017 beim Kontrollausschuss für die Nachrichten- und Sicherheitsdienste (CTIVD) Beschwerden über die Maßnahmen der zuständigen Minister, des AIVD, des MIVD und des Koordinators der Nachrichten- und Sicherheitsdienste eingereicht werden. Der Ausschuss gliedert sich in eine Abteilung Kontrolle und eine Abteilung Beschwerdenabwicklung. Die Abteilung Beschwerdenabwicklung kann zum Beispiel entscheiden, dass der AIVD oder der MIVD eine Forschung oder die Ausübung einer bestimmten Befugnis einzustellen oder die verarbeiteten Daten zu vernichten hat. Nach dem neuen Gesetz muss der Minister dieser Entscheidung Folge leisten (Art. 124).
Eine weitere Änderung zum alten Gesetz besteht darin, dass die Mitarbeiter des AIVD und des MIVD die Möglichkeit erhalten, die Abteilung Beschwerdenabwicklung auf mutmaßliche Missstände bei den Diensten hinzuweisen. Grund für diese neue Vorschrift ist die Bedeutung der Zuverlässigkeit und Integrität dieser Dienste.

### Verdeutlichung der Vorschriften
Aufgrund der rasanten technologischen Entwicklungen und des Wunsches, den Tätigkeiten der Nachrichtendienste eine klare rechtliche Grundlage zu geben, wurde eine Reihe von Vorschriften bezüglich Hacken explizit in Worte gefasst. Zum einen wird im Wiv 2017 die Befugnis, über einen Computer oder ein System einer anderen Person oder Organisation Zugang zum gewünschten Computer zu erhalten, ausdrücklich genannt. Zweitens beinhaltet das Wiv 2017 explizit die Befugnis, technische Vorrichtungen auf einem Computer zu installieren, zum Beispiel Software, die es ermöglicht, eine Kamera oder ein Mikrofon im Computer zu aktivieren. Darüber hinaus bestimmt das Wiv 2017, dass die Dienste vor dem tatsächlichen Eindringen in einen Computer zunächst eine technische Aufklärung durchführen können.
Die im alten Gesetz Wiv 2002 erhaltenen Vorschriften zur DNA-Analyse wurden ergänzt. Das alte Gesetz enthielt keine Bestimmungen über die Lagerung von Zellmaterial und die Verwaltung einer DNA-Analysedatei. Das Wiv 2017 schreibt vor, dass DNA-Profile, die die Nachrichtendienste auf Basis von Zellmaterial herstellen dürfen, mit anderen DNA-Profilen in ihrer eigenen DNA-Datenbank und anderen Datenbanken, wie der DNA-Datenbank für Straftäter, verglichen werden dürfen. Die Dienste müssen das DNA-Profil innerhalb von drei Monaten nach Erhalt des Zellmaterials erstellen. Danach müssen sie das Zellmaterial innerhalb von drei Monaten vernichten. Die DNA-Profile dürfen maximal fünf Jahre aufbewahrt werden. Mit der Zustimmung des Ministers kann diese Frist um jeweils fünf Jahre, mit einer Obergrenze von 30 Jahren, verlängert werden. Die gespeicherten DNA-Profile können als Vergleichsmaterial für neue Profile verwendet werden. Sie können auch mit anderen Behörden, beispielsweise mit ausländischen Sicherheitsdiensten, geteilt werden.
Die Kriterien für die Aufnahme einer Kooperationsbeziehung mit einem ausländischen Dienst, die im alten Gesetz teilweise ausschließlich in der Gesetzesbegründung zu finden waren, sind explizit im Gesetzestext des Wiv 2017 enthalten. Das Gesetz sieht auch vor, dass die Dienste nur noch mit Zustimmung des Ministers eine neue Kooperationsbeziehung eingehen dürfen. Die Aufnahme der Kriterien in den Gesetzestext soll die Transparenz und Sorgfalt fördern.

## Koordination und die „Integrierte Anordnung“
Artikel 3 des Gesetzes legt fest, dass der Ministerpräsident, der Innenminister und der Verteidigungsminister sich regelmäßig über ihre Politik in Bezug auf den AIVD bzw. den MIVD beraten. Die Beratungen zwischen den zuständigen Ministern wird gemäß Artikel 4 von einem Koordinator für die Sicherheits- und Nachrichtendienste vorbereitet. Dieses Amt wird traditionell vom Generalsekretär des Ministeriums für Allgemeine Angelegenheiten bekleidet und verfügt über ein eigenes Sekretariat mit Fachberatern.
Der Koordinator ist außerdem Vorsitzender des Ausschusses für Sicherheits- und Nachrichtendienste in den Niederlanden (CVIN), der aus Vertretern des Ministeriums für Allgemeine Angelegenheiten, des Ministeriums für Inneres und Königreichsbeziehungen, des Verteidigungsministeriums, des Ministeriums für Auswärtige Angelegenheiten und des Ministeriums für Justiz und Sicherheit besteht. Der Ausschuss hat die Aufgabe, den Nachrichtenbedarf festzustellen und über Prioritätsfragen zu entscheiden. Aus diesem ergibt sich der Vorschlag für eine „Integrierte Anordnung“ für die Nachrichten- und Sicherheitsdienste, die vom Ministerpräsidenten, Innenminister und dem Verteidigungsminister gemeinsam für einen Zeitraum von vier Jahren ergeht (Art. 5). Jährlich wird von den zuständigen Ministern geprüft, ob die „Integrierte Anordnung“ geändert werden muss. Eine Änderung dürfen sie nur nach Absprache mit dem Minister für Auswärtige Angelegenheiten und dem Minister für Justiz und Sicherheit vornehmen (Art. 6).

## Aufgaben der Dienste

### AIVD

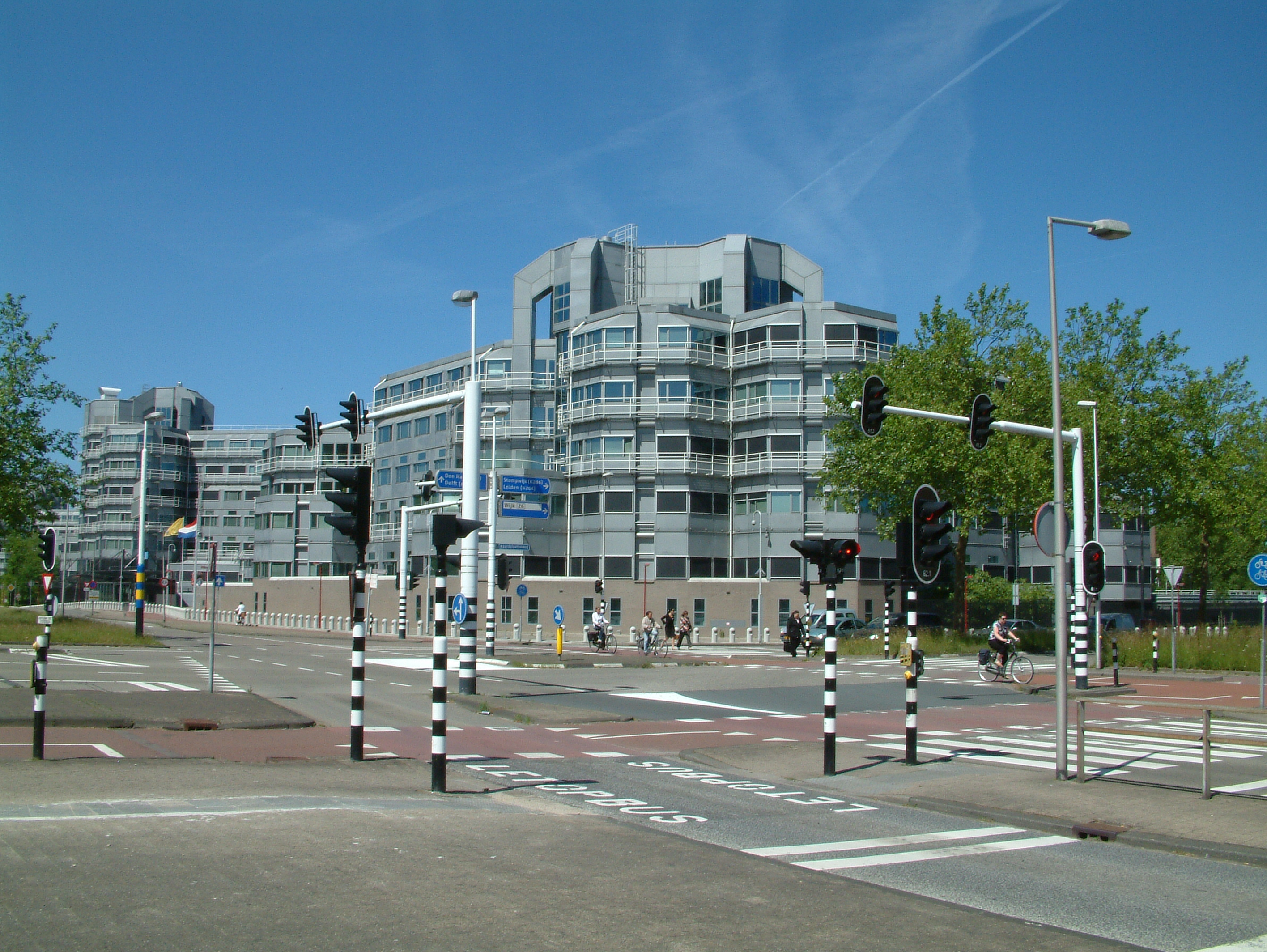
Hauptsitz des AIVD in Zoetermeer

Für den Allgemeinen Nachrichten- und Sicherheitsdienst (AIVD) erwähnt das Gesetz die folgenden Aufgaben, die nach den in Artikel 8 Absatz 2 genannten Buchstaben aufgeführt werden:
- A-Aufgabe: die Durchführung von Ermittlungen zu Organisationen und Personen, bei denen der ernsthafte Verdacht besteht, dass sie eine Gefahr für die demokratische Rechtsordnung, die Sicherheit des Staates oder andere schwerwiegende staatliche Interessen darstellen;
- B-Aufgabe: die Durchführung von Sicherheitsüberprüfungen nach Kandidaten für vertrauensvolle Funktionen (diese Aufgabe wird in einem anderen Gesetz gesondert geregelt);
- C-Aufgabe: die Förderung von Sicherheitsmaßnahmen, einschließlich solcher zum Schutz von Teilen der Behörden und Wirtschaft, die für die Aufrechterhaltung des gesellschaftlichen Lebens von vitalem Interesse sind;
- D-Aufgabe: die Durchführung von Ermittlungen zu anderen Ländern;
- E-Aufgabe: die Erstellung von Bedrohungs- und Risikoanalysen zu Personen, Diensten und Objekten des Landes;
- F-Aufgabe: die an verschiedenen Bedingungen geknüpfte Bereitstellung von Daten, die dem Dienst über bestimmte Personen oder Einrichtungen bekannt sind.

### MIVD

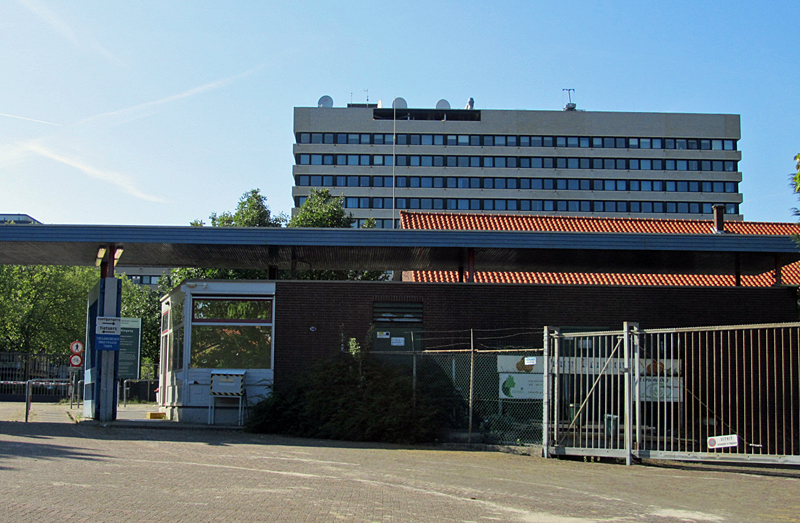
Hauptsitz des MIVD in Den Haag

Für den Militärischen Nachrichten- und Sicherheitsdienst (MIVD) erwähnt das Gesetz die folgenden Aufgaben, die nach den in Artikel 10 Absatz 2 genannten Buchstaben aufgeführt werden:
- A-Aufgabe: die Durchführung von Ermittlungen zum militärischen Potenzial anderer Länder für den richtigen Aufbau und zweckmäßigen Einsatz der niederländischen Streitkräfte sowie zu Faktoren, die die Durchsetzung und Förderung der internationalen Rechtsordnung beeinflussen oder beeinflussen können, sofern die Streitkräfte daran beteiligt sind oder voraussichtlich daran beteiligt sein können;
- B-Aufgabe: die Durchführung von Sicherheitsüberprüfungen nach Kandidaten für vertrauensvolle Funktionen beim Verteidigungsministerium und den Streitkräften sowie für deren Zulieferer;
- C-Aufgabe: die Beschaffung von Informationen zur Verhinderung von Aktivitäten, die auf die Beeinträchtigung der Sicherheit oder der Einsatzbereitschaft der Streitkräfte abzielen, zur Förderung des korrekten Ablaufs der Mobilmachung und des Zusammenziehens der Streitkräfte sowie zur ungestörten Vorbereitung und zum ungestörten Einsatz der Streitkräfte im Rahmen der Durchsetzung und Förderung der internationalen Rechtsordnung;
- D-Aufgabe: die Förderung von Maßnahmen zur Wahrung der Sicherheit und Einsatzbereitschaft der Streitkräfte einschließlich Maßnahmen zum Schutz von Informationen über die Streitkräfte, die der Geheimhaltung unterliegen;
- E-Aufgabe: die Durchführung von Ermittlungen zu anderen Ländern in Bezug auf militärisch relevante Themen;
- F-Aufgabe: die Erstellung von Bedrohungsanalysen zu Personen, Diensten und Objekten von militärischem Interesse;
- G-Aufgabe: die an verschiedenen Bedingungen geknüpfte Bereitstellung von Daten, die dem Dienst über bestimmte Personen oder Einrichtungen von militärischem Interesse bekannt sind.

## Sonderbefugnisse
Für die Durchführung der obigen Aufgaben weist das Gesetz sowohl dem AIVD als auch dem MIVD eine Reihe von Sonderbefugnissen zu. Die Ausübung dieser Sonderbefugnisse ist nur erlaubt, wenn die erforderlichen Informationen nicht oder nicht zeitnah durch öffentlich zugängliche Quellen erhoben werden können.
Die Sonderbefugnisse werden in den Artikeln 40 bis 58 des Gesetzes abschließend aufgeführt:
- die Observierung und die Verfolgung von Personen mit oder ohne Einsatz von erforderlichen Geräten (Art. 40)
- der Einsatz von (verdeckten) Agenten zur gezielten Beschaffung von Daten zu Personen und Organisationen (Art. 41)
- die Durchsuchung von geschlossenen Orten und Gegenständen mit oder ohne Einsatz eines technischen Hilfsmittels (Art. 42)
- die Durchsuchung einer DNA-Analyse zur Feststellung oder Überprüfung der Identität einer Person. Das Zellmaterial muss spätestens drei Monate nach der Analyse vernichtet werden, die DNA-Profile dürfen maximal fünf Jahre mit der Möglichkeit zu weiteren Verlängerungen um jeweils fünf Jahre aufbewahrt werden (Art. 43)
- das Öffnen von Briefen und anderen Postsendungen, jedoch nur nach Erlaubnis des Gerichts von Den Haag (Art. 44)
- das Eindringen in ein „automatisiertes System“ (Hacken) mit oder ohne Einsatz eines technischen Hilfsmittels, falscher Signale, falscher Schlüssel, falscher Funktionen oder mit einem Computersystem eines Dritten (Art. 45)
- das gezielte Abhören, Empfangen, Aufzeichnen und Abfangen jeglicher Form von Gespräch oder elektronischer Kommunikation (Art. 47)
- die ungezielte Überwachung von elektronischer Kommunikation, die anschließende Feststellung der Art der Telekommunikation, die Feststellung oder Überprüfung der beteiligten Personen oder Organisationen sowie die Anwendung einer automatisierten Datenanalyse und das gezielte Auswählen der Inhaltsdaten zur weiteren Analyse (Art. 48–50). Das Gesetz nennt diese Befugnis „ermittlungsgerichtete Untersuchung“, Gegner sprechen von einem „Schleppnetz“.
- das Auffordern von Daten bei Anbietern eines Kommunikationsdienstes, die für die gezielte und ungezielte Überwachung erforderlich sind, sowie das Auffordern zur Mitwirkung bei der Durchführung (Art. 52–53)
- das Auffordern von Daten bei Anbietern eines Kommunikationsdienstes, die sich auf die gespeicherte Telekommunikation eines Nutzers beziehen (Art. 54)
- das Auffordern von Daten bei Anbietern eines Kommunikationsdienstes über den Kommunikationsverkehr eines bestimmten Nutzers zum oder um den Zeitpunkt der Anforderung (Art. 55)
- das Auffordern folgender Daten bei Anbietern eines Kommunikationsdienstes: Name, Adresse und Nummer eines Nutzers. Dies geschieht über den Centraal Informatiepunt Onderzoek Telecommunicatie (CIOT), der als Vermittler für die relevanten Daten von Telekommunikations- und Internetanbietern dient (Art. 56)
- das Auffordern zur Mitwirkung beim Rückgängigmachen einer eventuell vorhandenen Verschlüsselung der Daten zum Zwecke der gezielten und ungezielten Überwachung (Art. 57)
- Zugang zu allen Orten, die die Mitarbeiter zur Ausübung ihrer Aufgaben und Befugnisse benötigt (Art. 58)

All diese Befugnisse dürfen gemäß Artikel 26 und 28 nur ausgeübt werden, sofern folgende Voraussetzungen erfüllt sind:
- Verhältnismäßigkeit (das Ziel muss die Verletzung der Privatsphäre aufwiegen und rechtfertigen)
- Subsidiarität (das Ziel kann nicht mit weniger schweren Mitteln erreicht werden)
- Zielgerichtetheit (das Mittel muss im Einklang mit einem bestimmten Ziel stehen)

Falls bezüglich einer Person die Sonderbefugnisse im Sinne von Artikel 44 (Öffnen von Briefen), Artikel 47 (gezielte Untersuchung der Kommunikation) oder Artikel 58 (Zugang zu Wohnungen) ausgeübt wurden, muss fünf Jahre nach dem Ende der Ausübung geprüft werden, ob die Person darüber unterrichtet werden kann, sofern keine schwerwiegenden Interessen der Dienste oder anderer Länder ernsthaft Schaden nehmen. Dies wird als Prüfpflicht bezeichnet (Art. 59).
Die Beamten der AIVD und MIVD haben keine polizeilichen Exekutivbefugnisse, sind also zum Beispiel nicht zum Führen einer Waffe oder zur Durchführung von Festnahmen berechtigt. Die Polizei kann jedoch ihre Befugnisse aufgrund von Informationen des AIVD einsetzen.

## Zugang zu Datenbanken
Auf der Grundlage von Artikel 39 dürfen AIVD und MIVD zur Unterstützung der Ausführung ihrer Aufgaben Daten von Verwaltungsbehörden, Beamten und anderen Personen, die als Informanten angesehen werden, anfordern. Dies beinhaltet beispielsweise die Bereitstellung kompletter Datenbanken oder die Gewährung eines „direkten automatisierten Zugriffs“ auf solche Datenbanken. Es betrifft Daten, die den Diensten freiwillig zur Verfügung gestellt werden, und stellt daher keine Ausübung einer Sonderbefugnis dar, so dass keine Zustimmung des Ministers erforderlich ist.
Der direkte automatisierte Zugriff auf Datenbanken erfolgt nach der Gesetzesbegründung auf Basis eines sogenannten „Hit-/No-Hit-Verfahrens“, d. h. nur dann, wenn ein Suchbegriff zu einem Begriff in der betreffenden Datenbank passt (ein „Hit“ bzw. „Treffer“), können die Daten dem Geheimdienst bereitgestellt werden.
Die Geheimdienste dürfen eine Datenanalyse auf Daten aus öffentlich zugänglichen Quellen, aus ihren eigenen Datenbanken, aus von Dritten bereitgestellten Datenbanken und aus Datenbanken, auf welche direkter automatisierter Zugriff besteht, anwenden. Die Analyse beinhaltet den automatischen Datenabgleich aus diesen Datenbanken, die Durchsuchung von Daten anhand von Profilen sowie den Datenabgleich zur Suche nach bestimmten Mustern.
Nach der Gesetzesbegründung war ursprünglich beabsichtigt, dass keine Maßnahmen gegen Personen ergriffen werden dürfen, allein anhand der Ergebnisse, die basierend auf der Anwendung eines Profils gewonnen wurden. Jedoch wurde schließlich in Artikel 60 Absatz 3 festgelegt, dass eine menschliche Abwägung und Interpretation auf das Ergebnis aller Formen der Datenanalyse angewendet werden muss.

## Aufbewahrungsfristen
Daten, die durch Ausübung einer der Sonderbefugnisse beschafft wurden, müssen gemäß Art. 27 so schnell wie möglich auf ihre Relevanz geprüft und, sobald diese nicht mehr gegeben ist, vernichtet werden. Für den Rest gelten folgende Aufbewahrungsfristen:
- Die meisten Daten, die auf Grund dieses Gesetzes von den Diensten beschafft und innerhalb eines Jahres (Möglichkeit zur Verlängerung bis 1,5 Jahre) nicht benutzt wurden, müssen vernichtet werden.
- Die vertrauliche Kommunikation zwischen einem Rechtsanwalt und seinem Mandanten muss unverzüglich vernichtet werden, es sei denn, das Gericht Den Haag hat seine Zustimmung erteilt.
- Daten aus der ermittlungsgerichteten Telekommunikationsüberwachung (ungezielte Überwachung) dürfen maximal drei Jahren aufbewahrt werden, mit Ausnahme des Teils, der inzwischen verwendet wurde.
- DNA-Material, das nach drei Monaten (Möglichkeit zur Verlängerung bis 6 Monate) nicht getestet wurde, muss vernichtet werden.

Artikel 76 ermöglicht Bürgern, einen Antrag auf Einsichtnahme in die personenbezogenen Daten, die die Dienste über sie verarbeitet haben, zu stellen. Artikel 80 gibt dieses Recht auch für nicht personenbezogene Daten über eine bestimmte Verwaltungsangelegenheit. Vorschriften zur Beantragung, Erteilung und Verweigerung solcher Anträge sind in Kapitel 5 des Gesetzes (Art. 74 bis 85) festgelegt worden.

## Datenbereitstellung und Kooperation
Im letzten Absatz des dritten Kapitels (Art. 62 bis 70) regelt die Wiv 2017 die Bereitstellung der von AIVD und MIVD verarbeiteten Daten. Gemäß Artikel 62 können die Dienste Daten an ihren Minister, an Verwaltungsorgane und andere Personen oder Einrichtungen sowie an ausländische Nachrichten- und Sicherheitsdienste, mit denen sie zusammenarbeiten, weitergeben. Die Vorschriften zur in- und ausländischen Kooperation sind in Kapitel 6 des Gesetzes (Art. 86 bis 96) enthalten.
Für alle Daten, die bereitgestellt werden, können die Dienste vorschreiben, dass sie nicht an Dritte weitergegeben werden dürfen (Art. 65). International wird dies als die „Drittparteiregel“ bezeichnet.

### Im Inland
Die Kooperation zwischen AIVD und MIVD ist in den Artikeln 86 und 87 geregelt worden. Beide Dienste arbeiten seit 2014 gemeinsam im Joint Sigint Cyber Unit (JSCU) für die Durchführung von Hack-Operationen und von gezielter und ungezielter Überwachung.
Falls einer der Dienste auf Informationen stößt, die für die Ermittlung von Straftaten relevant sein könnten, kann der Minister oder der Chef des Dienstes gemäß Art. 66 die Staatsanwaltschaft darüber schriftlich informieren. Personenbezogene Daten dürfen nur weitergegeben werden, wenn der Empfänger auch befugt ist, Maßnahmen gegen den Betroffenen zu ergreifen (Art. 68). Umgekehrt muss die Staatsanwaltschaft dem AIVD oder dem MIVD Daten mitteilen, die für diese Dienste von Interesse sein können (Art. 93).
Gemäß Artikel 91 können die Nationalpolizei, die Königliche Marechaussee, das Finanzamt, die Einwanderungs- und Einbürgerungsbehörde (IND) sowie die Inspektion für Soziales und Arbeit Aufgaben für den AIVD wahrnehmen. Die Polizei setzt hierfür die Regionalen Nachrichtendienste (RID-Wiv) ein. Ebenso kann die Marechaussee Aufgaben für den MIVD wahrnehmen (Art. 92). Solche Aufgaben werden unter der Verantwortung des Innen- bzw. Verteidigungsministers nach den Anordnungen des Chefs des AIVD bzw. des MIVD durchgeführt.
Der AIVD und der MIVD dürfen der Polizei und anderen mit der Aufklärung von Straftaten betrauten Instanzen auf Antrag (technische) Unterstützung leisten (Art. 95).

### Im Ausland
Vor der Aufnahme einer Kooperationsbeziehung mit einem ausländischen Dienst ist die Zustimmung des Ministers erforderlich. Zunächst muss jedoch unter der Berücksichtigung der folgenden Kriterien abgewogen werden, ob eine solche Aufnahme möglich ist, und falls ja, in welche Art und Intensität: die demokratische Einbettung, der Schutz der Menschenrechte, die Professionalität und Verlässlichkeit, die gesetzlichen Befugnisse und Möglichkeiten sowie das Datenschutzniveau (Art. 88). Diese Kriterien werden in einer sogenannten „Abwägungsnotiz“ festgelegt.
Ausländischen Diensten, mit denen eine solche Kooperationsbeziehung besteht, dürfen Daten bereitgestellt werden, sofern dadurch die Interessen und die ordnungsgemäße Ausführung der Aufgaben der niederländischen Dienste nicht beeinträchtigt werden (Art. 89 Abs. 1). Geht es jedoch um unausgewertete Daten, ist eine vorherige Zustimmung des Ministers erforderlich (Art. 89 Abs. 2). Diese Zustimmung muss nicht vom TIB geprüft werden. Unausgewertete Daten sind oft größere Datenmengen, deren Relevanz für den Dienst noch nicht beurteilt wurden. Handelt es sich um Daten, die bei der ungezielten Überwachung von Telekommunikation gesammelt wurden, muss außerdem der Kontrollausschuss (CTIVD) unverzüglich darüber informiert werden.
Aus einem dringenden und wichtigen Grund dürfen sowohl ausgewertete als auch unausgewertete Daten mit ausländischen Diensten geteilt werden, mit denen keine Kooperationsbeziehung besteht. Dies bedarf ebenfalls der Zustimmung des Ministers, ohne Prüfung durch den TIB (Art. 64).
Der AIVD und der MIVD dürfen auf Antrag eines ausländischen Dienstes (technische) Unterstützung leisten, sofern dies nicht die Interessen und die ordnungsgemäße Ausführung der Aufgaben der niederländischen Dienste beeinträchtigt. Außerdem darf es nicht dazu führen, dass ein ausländischer Dienst selbst Daten in den Niederlanden sammelt. Es bedarf ebenfalls einer vorherigen Zustimmung des Ministers oder des Chefs des Dienstes (Art. 89 Abs. 4 bis 6). Umgekehrt dürfen die niederländischen Dienste auch Hilfe von ausländischen Partnerdiensten beantragen. Artikel 90 enthält weitere Vorschriften dazu.

## Zustimmung und Prüfung
Für die systematische Beschaffung von Daten zu bestimmten Personen aus öffentlich zugänglichen Quellen ist die Zustimmung des Ministers erforderlich, die jedoch auch im Mandat vom Dienstchef oder im Untermandat von einem Bediensteten des Dienstes erteilt werden kann (Art. 38).
Zustimmung des Ministers
Für die Ausübung einer der Sonderbefugnisse ist eine vorherige Zustimmung des zuständigen Ministers erforderlich: für den AIVD des Innenministers, für den MIVD des Verteidigungsministers. Auf schriftlichen Antrag des Chefs des zuständigen Dienstes kann der Minister diese Zustimmung für einen Zeitraum von bis zu drei Monaten erteilen, woraufhin ein Antrag auf Verlängerung um denselben Zeitraum gestellt werden kann (Art. 29 und 30). Die Zustimmung des Ministers ist auch für die verschiedenen Formen der Kooperation mit ausländischen Diensten erforderlich.
Zustimmung des Gerichts
Wenn es jedoch um die Ausübung einer Sonderbefugnis gegen einen Rechtsanwalt oder einen Journalisten geht, in der vertrauliche Kommunikation mit seinem Mandanten bzw. Daten über eine Quelle gesammelt werden können, muss das Gericht von Den Haag die Zustimmung erteilen. Dies geschieht auf Antrag des Ministers für einen Zeitraum von bis zu vier Wochen, mit der Möglichkeit auf Verlängerung (Art. 30). Werden in anderen Fällen Daten über die Kommunikation zwischen einem Rechtsanwalt und seinem Mandanten durch Ausübung einer Sonderbefugnis erhoben, müssen diese unverzüglich vernichtet werden (Art. 27 Abs. 2).
Prüfung durch den TIB
Für die meisten Sonderbefugnisse schreibt das Gesetz vor, dass die Zustimmung des Ministers durch den neugegründeten Prüfungsausschuss für den Einsatz von Befugnissen (TIB) auf ihre Rechtmäßigkeit geprüft werden muss. Der Prüfungsausschuss besteht aus drei Mitgliedern, die auf Vorschlag des Ministers für sechs Jahre ernannt werden. Mindestens zwei der drei Mitglieder, darunter der Vorsitzende, müssen seit mindestens sechs Jahren als Richter tätig gewesen sein. Der TIB verfügt über ein eigenes Sekretariat (Art. 32 bis 37).

## Kontrollausschuss
In den Artikeln 97 bis 134 regelt das Gesetz den Kontrollausschuss für die Nachrichten- und Sicherheitsdienste (CTIVD). Mit Wirkung dieses Gesetzes besteht der Ausschuss aus einer Abteilung Kontrolle und einer Abteilung Beschwerdenabwicklung.
- Die Abteilung Kontrolle kontrolliert die Rechtmäßigkeit der Ausführung des Gesetzes über die Nachrichten- und Sicherheitsdienste 2017 und des Gesetzes über Sicherheitsüberprüfungen (Wvo). Auf dieser Grundlage werden sowohl das Handeln des AIVD als auch des MIVD geprüft, bei dem die Abteilung über umfangreiche Untersuchungsbefugnisse verfügt. Der CTIVD erteilt dem Minister unverbindliche Ratschläge.
- Die Abteilung Beschwerdenabwicklung untersucht und beurteilt Beschwerden über den AIVD, den MIVD, die zuständigen Minister und den Koordinator der Nachrichten- und Sicherheitsdienste sowie Meldungen mutmaßlicher Missstände bei den Diensten. Das Urteil der Abteilung Beschwerdenabwicklung ist verbindlich.

Der Kontrollausschuss besteht aus vier Mitgliedern, darunter einem Vorsitzenden, die auf Vorschlag der Zweiten Kammer in einem königlichen Erlass für eine Amtszeit von sechs Jahren ernannt werden. Der Vorsitzende des Ausschusses ist zugleich Vorsitzender der Abteilung Kontrolle. Ein Mitglied des Ausschusses fungiert als Vorsitzender der Abteilung Beschwerdenabwicklung. Beide Abteilungen zählen drei Mitglieder, einschließlich ihres Vorsitzenden. Der Kontrollausschuss wird von einem eigenen Sekretariat unterstützt.
Über die vom CTIVD durchgeführten Untersuchungen werden Berichte erstellt. Darüber hinaus wird den beiden Kammern der Generalstaaten jedes Jahr ein Tätigkeitsbericht vorgelegt. Sowohl die Untersuchungsberichte als auch der Tätigkeitsbericht sind öffentlich, können jedoch einen geheimen Anhang enthalten, der nur von den Mitgliedern des Ausschusses für die Nachrichten- und Sicherheitsdienste (CIVD) gelesen werden darf.

## Überprüfung des Gesetzes
Artikel 167 legt fest, dass die Regierung alle fünf Jahre einen Bericht über die Zweckmäßigkeit und die Folgen dieses Gesetzes an das Parlament senden wird. Im Koalitionsvertrag des Kabinetts Rutte III wurde beschlossen, dass nach zwei Jahren eine unabhängige Kommission mit einer ersten Überprüfung des Gesetzes beginnen wird.